# Elíptico

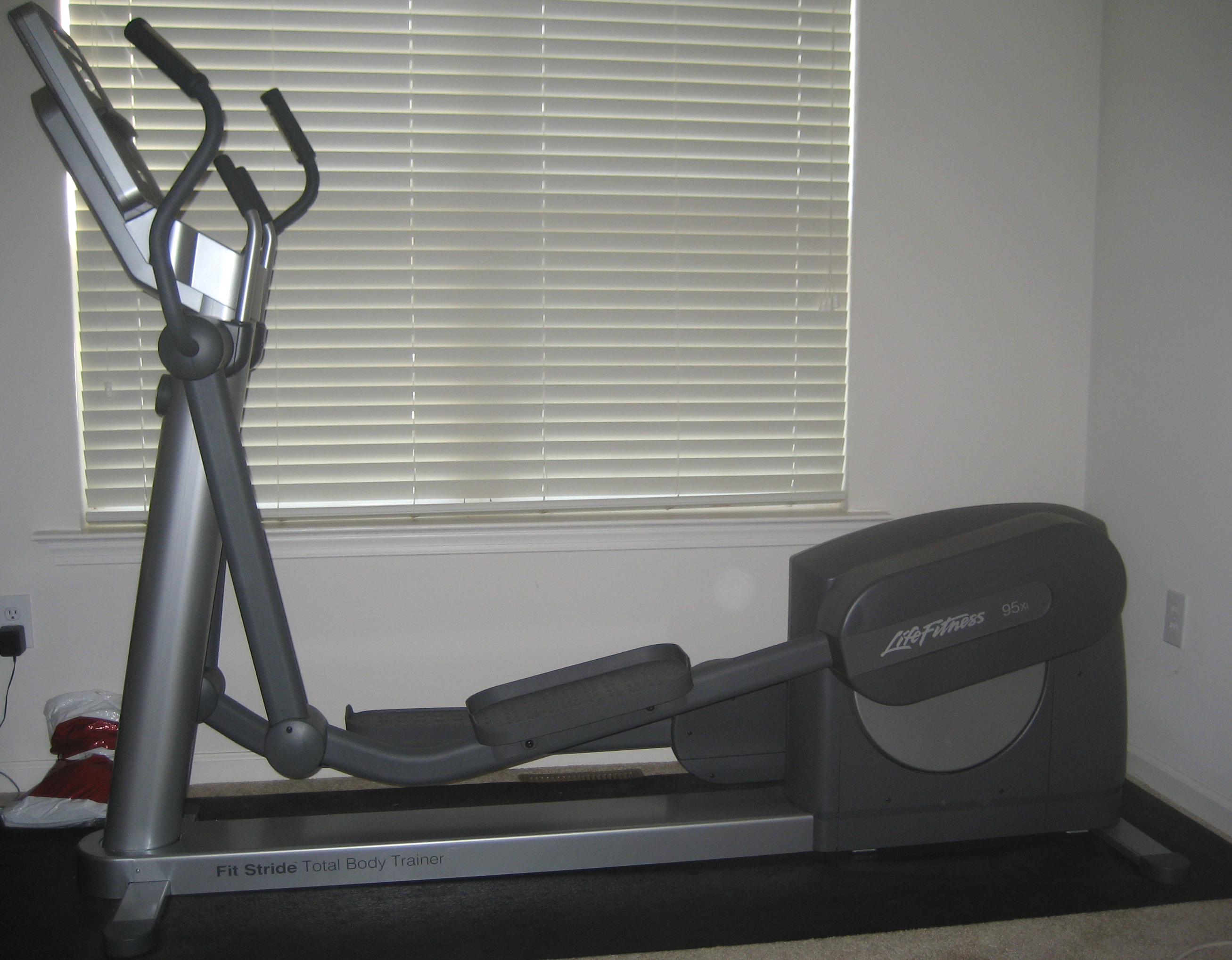
Um equipamento de treinamento elíptico comercial

Elíptico (português brasileiro) ou elíptica (português europeu) é uma máquina de exercícios usada para simular caminhadas, corridas, percursos de bicicleta e subida de escadas sem causar pressão excessiva nas articulações, diminuindo as lesões de impacto. Por este motivo, algumas pessoas com certas lesões podem utilizar este equipamento para fazer exercício físico.